# Balanoglossus stephensoni
Balanoglossus stephensoni är en djurart som tillhör fylumet svalgsträngsdjur, och som beskrevs av van der Horst 1937. Balanoglossus stephensoni ingår i släktet Balanoglossus och familjen Ptychoderidae. Inga underarter finns listade i Catalogue of Life.